# 9998 ISO
آي أس أو (ويعرف أيضًا باسم 9998 آي أس أو وفق تسمية الكوكب الصغير) (بالإنجليزية: ISO)‏ هو كويكب ضمن حزام الكويكبات؛ وترتيبه 9998 من حيث الاكتشاف.
اكتُشف هذا الجُرم الفلكي بواسطة كورنيليس جوهانس فان هوتن في 25 مارس 1971، وأُطلق عليه هذا الاسم نسبةً إلى مرصد الأشعة تحت الحمراء الفضائي.

## وصلات خارجية
- 9998 ISO في قاعدة بيانات مختبر الدفع النفاث لأجرام النظام الشمسي الصغيرة

- الاكتشاف · مخطط المدار ·  العناصر المدارية · المعلمات المادية

- 9998 ISO على موقع ويكي سكاي: DSS2, SDSS, GALEX, IRAS, Hydrogen α, X-Ray, Astrophoto, Sky Map, Articles and images